# Comuna Plosca, Teleorman
Plosca este o comună în județul Teleorman, Muntenia, România, formată numai din satul de reședință cu același nume.

## Așezare
Comuna este aşezată în extremitatea estică a Câmpiei Boianului la o altitudine de 65 m. La nivel local, localitatea este aşezată în lunca râului Vedea. Faţă de reședința judeţului, Alexandria, localitatea se află la 16 km, către vest, şi la 88 km faţă de Bucureşti.

## Demografie
Componența etnică a comunei Plosca
     Români (91,17%)
     Romi (1,04%)
     Alte etnii (7,8%)
Componența confesională a comunei Plosca
     Ortodocși (87,3%)
     Adventiști (4,39%)
     Alte religii (0,22%)
     Necunoscută (8,1%)
Conform recensământului efectuat în 2021, populația comunei Plosca se ridică la 5.015 locuitori, în scădere față de recensământul anterior din 2011, când fuseseră înregistrați 5.900 de locuitori. Majoritatea locuitorilor sunt români (91,17%), cu o minoritate de romi (1,04%). Din punct de vedere confesional, majoritatea locuitorilor sunt ortodocși (87,3%), cu o minoritate de adventiști (4,39%), iar pentru 8,1% nu se cunoaște apartenența confesională.

## Istorie
La sfârșitul secolului al XIX-lea, comuna făcea parte din plasa Târgului al județului Teleorman, fiind alcătuită din satele Plosca și Plosca de Jos, cu o populație de 2429 de locuitori. În comună exista o școală mixtă frecventată de 23 de elevi și o biserică.
În Anuarul Socec din 1925, comuna apare ca fiind una de sine-stătătoare, alcătuită doar din satul de reședință cu același nume, făcând parte din plasa Alexandria a aceluiași județ și având o populație de 3632 de locuitori.
În anul 1950, comuna a trecut în administrația raionului Alexandria al regiunii Teleorman, raion care, doi ani mai târziu, a fost inclus în regiunea București.
În anul 1968, comuna a trecut la județul Teleorman, în actuala structură.

## Politică și administrație
Comuna Plosca este administrată de un primar și un consiliu local compus din 15 consilieri. Primarul, Daniel Grosu[*], de la Partidul Național Liberal, este în funcție din 1 noiembrie 2024. Începând cu alegerile locale din 2024, consiliul local are următoarea componență pe partide politice:
|  | Partid                          | Consilieri | Componența Consiliului | Componența Consiliului | Componența Consiliului | Componența Consiliului | Componența Consiliului | Componența Consiliului | Componența Consiliului |
|  | ------------------------------- | ---------- | ---------------------- | ---------------------- | ---------------------- | ---------------------- | ---------------------- | ---------------------- | ---------------------- |
|  | Partidul Național Liberal       | 7          |                        |                        |                        |                        |                        |                        |                        |
|  | Partidul Social Democrat        | 6          |                        |                        |                        |                        |                        |                        |                        |
|  | Alianța pentru Unirea Românilor | 1          |                        |                        |                        |                        |                        |                        |                        |
|  | Partidul Mișcarea Populară      | 1          |                        |                        |                        |                        |                        |                        |                        |

## Personalități
- Liviu Vasilică, cântăreț de muzică folclorică românească (n. 2 iulie 1950 - d. 19 octombrie 2004)